# Vårtandrot
Vårtandrot (Cardamine enneaphyllos) är en art i familjen korsblommiga växter och förekommer naturligt i Alperna, Karpaterna och på nordvästra Balkan. Den odlas som trädgårdsväxt i Sverige. 
Blommorna är blekt gula eller vita och sitter i hängande klasar.

## Synonymer

### Svenska synonymer
Gulbräsma, storbräsma, vårbräsma

### Vetenskapliga synonymer
Cardamine enneaphyllos (L.) Crantz
Crucifera enneaphylla (L.) E.H.L.Krause
Dentaria enneaphyllos L.
Turritis enneaphyllos (L.) Scop. ex Steud.